# فعالیت‌های سیا در کلمبیا
تمرکز آژانس اطلاعات مرکزی بر مبارزه با ۲درگیری بزرگ، کشت و قاچاق کوکائین و گروه‌های افراطی محلی در کلمبیا است. نیروهای مسلح انقلابی کلمبیا (فارک) یکی از اصلی‌ترین گروه‌های افراطی در کلمبیا است. فارک باعث کشتار غیرنظامیان بیگناه شده‌است و آنها را به اولویت اصلی سیا تبدیل کرده‌است. فعالیت‌های سیا بشدت حول محور توقف تولید کوکائین و توقف فارک است

## کلمبیا ۱۹۹۱
به عنوان بخشی از فعالیت فراملی مبارزه با مواد مخدر، سیا در سال۱۹۹۱ یک شبکه اطلاعاتی نظامی در کلمبیا را تأمین مالی کرددیوید کری، مدیر مرکز جرایم و مواد مخدر، به نمایندگی از معاون مدیر اطلاعات، در موارد ذیل بود:
- روند فعالیت‌های جنایی فراملی
- تأثیر جرم و جنایت و فساد بر ثبات سیاسی و اقتصادی در کشورهای خارجی
- گسترش شبکه‌های بین‌المللی و همکاری بین سازمان‌های جنایی.

کری توضیح داد که تجارت غیرقانونی مواد مخدر می‌تواند به فعالیت‌های دیگر سرایت کند. اگرچه به نظر می‌رسد گروه‌های جنایتکار سازمان‌یافته فقط در بازار خاکستری اسلحه که تحت سلطه دلالان آزاد، صادرکنندگان فاسد و شرکت‌های وارداتی است درگیر هستند، اما درگیری‌ها در بالکان و در اتحاد جماهیر شوروی سابق سازمان‌های جنایتکار ایتالیایی و روسی به ویژه برای گسترش مشارکت آنها در قاچاق اسلحه را تشویق کرده‌است.
«از آنجایی که سازمان‌های جنایتکار پیشرفت می‌کنند و شبکه‌های خود را گسترش می‌دهند، می‌توانند در حمایت از اشاعه و فعالیت‌های تروریستی مشارکت کنند. شبکه‌ها و مکانیسم‌های آنها برای معاملات مالی غیرقانونی می‌تواند آنها را به بازیگران بزرگی در نقض تحریم‌های بین‌المللی تبدیل کند.

دکتر بروس مایکل باگلی، از دانشگاه میامی، دریافت که سیاست مبارزه با مواد مخدر ایالات متحده در کلمبیا معکوس بوده‌است.
این مقاله تأثیر سیاست‌های کنترل مواد مخدر ایالات متحده و کلمبیا را بر تکامل کشت مواد مخدر، قاچاق مواد مخدر و خشونت سیاسی در کلمبیا در طول دهه۱۹۹۰ بررسی می‌کند. تز اصلی آن این است که جنگ تحت حمایت واشینگتن/بوگوتا علیه مواد مخدر در کلمبیا در طول یک دهه نه تنها در مهار رشد تجارت مواد مخدر کلمبیا و فساد ناشی از آن ناکام ماند، بلکه در واقع نتیجه معکوس داشت. از جمله مهم‌ترین پیامدهای ناخواسته انفجار فعالیت‌های کشت و تولید مواد مخدر، پراکندگی و گسترش جنایات سازمان یافته و گسترش و تشدید خشونت‌های سیاسی و جنگ‌های چریکی در کشور بود. در نتیجه، کلمبیا در آغاز سال۲۰۰۰ با تهدیدهای جدی تری نسبت به سال۱۹۹۰ برای امنیت ملی و ثبات سیاسی خود مواجه شد.
یکی از نویسنده‌ها، روزنامه‌نگار مستقل فرانک اسمیت، که در مجله بروغریسف، مجله‌ای با دیدگاه چپ‌گرایانه می‌نوشت، ادعا کرد که تلاش‌های سیا برای مبارزه با مواد مخدر با حمایت پنهانی از جوخه‌های مرگ جناح راست مرتبط است:
به نام مبارزه با مواد مخدر، سیا در سال ۱۹۹۱ شبکه‌های اطلاعاتی نظامی جدیدی را در آنجا تأمین مالی کرد. اما شبکه‌های جدید کاری برای جلوگیری از قاچاقچیان مواد مخدر انجام ندادند. در عوض، آنها گروه‌های شبه نظامی غیرقانونی را در صفوف خود قرار دادند و جوخه‌های مرگ را پرورش دادند. این جوخه‌های مرگ، اتحادیه‌های کارگری، رهبران دهقانان، ناظران حقوق بشر، روزنامه نگاران و سایر مظنونان "براندازان" را کشتند. شواهد، از جمله اسناد محرمانه ارتش کلمبیا، نشان می‌دهد که سیا ممکن است بیشتر به مبارزه با جنبش مقاومت چپ گرایش داشته باشد تا مبارزه با مواد مخدر.
کلمبیا مانند بسیاری از کشورهای آمریکای لاتین با گروه‌های خشن چپ و راست مشکل دارد. گفت:" فرناندو کوبیدس، استاد جامعه‌شناسی، در حالی که تشویق خلع سلاح جوخه، شکی نیست که انگیزه‌هایشان نوعدوستانه هستند "او توضیح داد که یک سری از رهبران جوخه که با تیراندازی به گونزالو پرز، بنیانگذار گروه‌های به اصطلاح غیرنظامی دفاع شخصی کشته شده بودند، تشکیل شد. پسر آقای پرز هنری، که به عنوان رهبر موقت انتخاب شد، دو هفته بعد کشته شد و دو پسر دیگر در حمله اکتبر جان باختند. خانواده پرز، با تأیید ارتش، به ایجاد این سازمان‌ها در دهه های۱۹۶۰ و۷۰ در دره ماگدالنا در مرکز کلمبیا کمک کردند. در آن روزها آنها گروه‌های ساده دهقانی بودند که از یکدیگر در برابر چریک‌هایی که صاحبان زمین را ربودند محافظت می‌کردند.
مقاله تایمز ادامه داد: "در دهه۱۹۸۰، قاچاقچیان مواد مخدر شروع به خرید زمین‌های عظیم در منطقه کردند و پول خود را به این گروه‌های مسلح دادند تا منافع آنها نیز حفظ شود. گروه‌های دهقانی به ارتش خصوصی تبدیل شدند. سازمان‌های حقوق بشر بر این باورند که این ارتش‌های خصوصی با غیرت خود برای پاکسازی منطقه از چریک‌ها و حامیان آنها، برخی از بدترین قتل‌عام‌ها را در تاریخ اخیر کلمبیا انجام داده‌اند.

یک مقاله دیده‌بان حقوق بشر سال۱۹۹۴ از سوء استفاده‌های بسیار واقعی در کلمبیا صحبت می‌کند، اما به منابع غیرکلمبیایی اشاره ای نمی‌کند.
اکثر افراد دفاع کمی در برابر جرم دارند. پلیس کلمبیا به دور از اینکه به عنوان محافظ جامعه در نظر گرفته شود، اغلب به عنوان یک کلاهبردار در نظر گرفته می‌شود. مکرراً، بازرسان دولتی و گروه‌های حقوق بشر شواهدی پیدا کرده‌اند که پلیس را با جنایات و نقض حقوق بشر مرتبط می‌کند. در بوگوتا، مطالعه ای که توسط رئیس دفتر دائمی حقوق بشر انجام شد، نشان داد که یک چهارم شکایاتی که بین مارس۱۹۹۳ و مارس۱۹۹۴ دریافت کردند، مربوط به پلیس بود که در اقدام به قتل، ضرب و شتم، و جستجوی غیرقانونی دست داشت.
اما در آن مقاله دیدبان حقوق بشر هیچ اشاره ای به مشارکت غیرکلمبیایی نشده‌است. این مقاله یک مشکل واقعی در کلمبیا را توصیف می‌کند، اما از سوء استفاده‌ها به عنوان سوء استفاده از سوی کلمبیایی‌ها، گاهی اوقات ناشناس، و همچنین از شکست دولت کلمبیا در کنترل سوء استفاده‌ها صحبت می‌کند.

اسمیت گفت:
اما سیا یک نهاد جنگ سرد باقی می‌ماند. بسیاری از افسران، به ویژه در جناح عملیات مخفی، هنوز هم کمونیست‌ها را پشت هر دری می‌بینند. آنها روابط گرمی با نیروهای ارتش راستگرا در سراسر جهان دارند که در حال مشارکت هستند."بعداً در مقاله، او سلب مسئولیت می‌کند که در سال۱۹۹۴، عفو بین‌الملل پنتاگون را متهم کرد که اجازه داده‌است کمک‌های ضد مواد مخدر به عملیات‌های ضدشورش که منجر به نقض حقوق بشر می‌شود، منحرف شود.مقامات ایالات متحده از جمله ژنرال بری آر مک کافری، تزار مواد مخدر دولت کلینتون که در آن زمان مسئول فرماندهی جنوب ایالات متحده بود، علناً آن را رد کردند. اما در دفتر، مک کافری دستور ممیزی داخلی داد
در مقاله نسبتاً مفصلی توسط بروس مایکل بگلی، استاد دانشگاه میامی، اشاره ای به مک کافری وجود دارد. او مقاله خود گفت:
این مقاله تأثیر سیاست‌های کنترل مواد مخدر دولت ایالات متحده و کلمبیا را بر تکامل کشت مواد مخدر، قاچاق مواد مخدر و خشونت سیاسی در کلمبیا در طول دهه۱۹۹۰ بررسی می‌کند. تز اصلی آن این است که جنگ تحت حمایت واشنگتن/بوگوتا علیه مواد مخدر در کلمبیا در طول یک دهه نه تنها در مهار رشد تجارت مواد مخدر کلمبیا و فساد ناشی از آن ناکام ماند، بلکه در واقع نتیجه معکوس داشت. از جمله مهمترین پیامدهای ناخواسته انفجار فعالیت‌های کشت و تولید مواد مخدر، پراکندگی و گسترش جنایات سازمان یافته و گسترش و تشدید خشونت‌های سیاسی و جنگ‌های چریکی در کشور بود. در نتیجه، کلمبیا در آغاز سال۲۰۰۰ با تهدیدهای جدی تری نسبت به سال۱۹۹۰ برای امنیت ملی و ثبات سیاسی خود مواجه شد. این مقاله نتیجه‌گیری می‌کند که تشدید گسترده استراتژی‌های معیوب مبارزه با مواد مخدر در دهه گذشته که توسط دولت کلینتون در ژانویه۲۰۰۰ پیشنهاد شده بود، به احتمال زیاد مشکلات جاری کلمبیا در زمینه خشونت و ناامنی را بدتر می‌کند تا حل و فصل آنها.
او نتیجه می‌گیرد،
واضح است که استراتژی کنونی واشنگتن در قبال کلمبیا نه تندروها و نه اصلاح طلبان را به طور کامل راضی نمی‌کند. در واقع به دنبال این است که مرز بین آنها را طی کند. جنگ مواد مخدر اولویت رسمی و نظارت بر حقوق بشر شرط کمک‌های ایالات متحده است. با این حال، بخش عمده ای از کمک‌های ایالات متحده به جای اصلاحات اجتماعی اقتصادی، به سمت ارتش کلمبیا خواهد رفت. این استراتژی «۲مسیری» ممکن است به خوبی بتواند کلمبیا را حداقل برای چند سال آینده حمایت کند، اما بعید است که در دهه آینده صلح پایدار یا ثبات سیاسی پایدار را تقویت کند.
بازگشت به مقاله اسمیت:
این گزارش دریافت که از هر ۱۴واحد ارتش کلمبیا، ۱۳واحد که عفو بین‌الملل به‌طور خاص به آنها اشاره کرده بود، قبلاً آموزش یا تسلیحات آمریکایی دریافت کرده‌اند
به گفته اسمیت، عفو بین الملل این اسناد را در سال۱۹۹۶عمومی کرد. در سایت عفو بین الملل هیچ اشاره ای به آنها نشده‌است. گزارش سالانه ای در سال۱۹۹۹در مورد جوخه‌های مرگ در کلمبیا وجود داشت،اما هیچ گونه دخالت غیرکلمبیایی، بجز کمیسیون حقوق بشر سازمان ملل، ذکر نشده بود. برخی از این نگرانی‌ها در بیانیه‌ای از سوی رئیس کمیسیون مطرح شد که در آن نسبت به شدت و ابعاد نقض حقوق بشر و نقض قوانین بین‌المللی بشردوستانه ابراز نگرانی کرد و از جمله، از دولت خواست تا اقداماتی را برای پایان دادن به مصونیت از مجازات انجام دهد. اقدامات مؤثری برای جلوگیری از جابجایی داخلی انجام دهید. کمیسیون از توافق با دولت کلمبیا برای تمدید مأموریت دفتر کمیساریای عالی حقوق بشر سازمان ملل در کلمبیا تا آوریل۱۹۹۹ استقبال کرد. اما وضعیتی که عفو بین‌الملل توصیف کرد، این بود:
بیش از ۱۰۰۰غیرنظامی توسط نیروهای امنیتی یا گروه‌های شبه نظامی که با حمایت یا رضایت آنها عمل می‌کردند کشته شدند. بسیاری از قربانیان قبل از کشته شدن شکنجه شدند. حداقل ۱۵۰ نفر ناپدید شدند. فعالان حقوق بشر مورد تهدید و حمله قرار گرفتند. حداقل ۶نفر کشته شدند. کشتار به سبک جوخه مرگ در مناطق شهری ادامه یافت. چندین افسر ارتش در ارتباط با نقض حقوق بشر متهم شدند. بسیاری دیگر همچنان از پاسخگویی فرار کردند. گروه‌های مخالف مسلح مسئول نقض حقوق بشر متعدد از جمله قتل عمدی و خودسرانه و گروگان‌گیری صدها نفر بودند. آندرس پاسترانا آرانگو، نامزد حزب محافظه کار، به عنوان رئیس‌جمهور انتخاب شد و در ماه اوت مسئولیت را بر عهده گرفت. او بلافاصله آمادگی خود را برای مذاکره با گروه‌های مخالف مسلح برای پایان دادن به چندین دهه درگیری مسلحانه اعلام کرد. در طول مبارزات انتخاباتی ریاست جمهوری، هر دو گروه مخالف مسلح اصلی نیروهای مسلح انقلابی کلمبیا، و ارتش آزادیبخش ملی تمایل خود را برای وارد شدن به گفتگو با نیروهای ورودی اعلام کردند. دولت.

## کلمبیا ۱۹۹۹
هنگامی که ارتش کلمبیا تعدادی تفنگ را در اواسط سال۱۹۹۹ توقیف کرد، سیا به ردیابی آنها کمک کرد و متوجه شد که در سال۱۹۹۸ از یک محموله اردنی به کلمبیا منحرف شده بودند. این کشف به سرعت به مقامات کاخ سفید، وزارت امور خارجه و دفاع گزارش شد

## کلمبیا ۲۰۰۲
بر اساس گزارشی در لس آنجلس تایمز، سیا گزارش‌هایی را در اختیار سیاست‌گذاران آمریکایی قرار داده‌است که به‌طور کامل تأیید نشده‌است، ژنرال، رئیس ارتش کلمبیا تحت حمایت آمریکا. ماریو مونتویا اوریبه با شبه‌نظامیان دست راستی که واشینگتن آنها را سازمان‌های تروریستی می‌داند، از جمله شبه‌نظامیان به رهبری یکی از قاچاقچیان مواد مخدر در کشور همکاری کرد.
این مقاله می‌گوید: «افشای اتهامات مربوط به فرمانده ارتش در حالی صورت می‌گیرد که سطح بالای حمایت آمریکا از دولت کلمبیا توسط دموکرات‌ها در کنگره بررسی می‌شود». کلمبیا سومین دریافت کننده بزرگ کمک‌های خارجی ایالات متحده است و در صورت اثبات این اتهامات، ممکن است فشار برای کاهش یا تغییر جهت این کمک‌ها افزایش یابد، زیرا مونتویا یکی از محبوب‌ترین افراد پنتاگون و شریک مهم در استراتژی ضد شورش با بودجه ایالات متحده بوده‌است.
بر اساس سند سیا ارائه شده به خبرنگاران، از یک منبع ناشناس، یک آژانس اطلاعاتی غربی متحد وجود چنین پیوندهایی را در جریان حمله مدلین در سال۲۰۰۲ که علیه نیروهای مسلح انقلابی کلمبیا تحت عنوان «عملیات شکارچی» انجام شد.
در حالی که عملیات موفقیت‌آمیز تلقی می‌شد، ادعاهایی مبنی بر ناپدید شدن بیش از ۴۰نفر در جریان عملیات و اینکه خلاء قدرت قریب‌الوقوع توسط نیروهای شبه نظامی پر شده بود وجود داشت. آژانس اطلاعاتی غربی که در این گزارش ذکر شده‌است، منبع این ادعا را هنوز ثابت نکرده‌است. ایالات متحده در بوگوتا به لس آنجلس تایمز گفت:این گزارش اطلاعات ارائه شده توسط یک منبع ثابت را تأیید می‌کند.
ژنرال ماریو مونتویا فرمانده نیروی پلیس منطقه در جریان این عملیات بود. این گزارش به نقل از یک خبرچین می‌گوید که طرح‌های این حمله توسط ژنرال مونتویا و رهبر شبه‌نظامی فابیو جارامیلو، که از زیردستان دیگو فرناندو موریلو بجارانو، معروف به دون برنا، بود، امضا شده‌است. پس از کشته شدن پابلو اسکوبار، سلطان مواد مخدر، دون برنا به دلیل در اختیار گرفتن تجارت مواد مخدر در اطراف مدلین شناخته شد.
آلوارو اوریبه، رئیس‌جمهور کلمبیا، هرگونه ارتباط بین دولت خود و نیروهای شبه نظامی را رد کرده‌است.

## کلمبیا ۲۰۰۳
سربازان ارتش کلمبیا در جستجوی ۳پیمانکار وزارت دفاع ایالات متحده هستند که توسط فارک ربوده شده بودند و پس از فرود هواپیمای سسنا در حومه کلمبیا دستگیر شدند. فارک این افراد را «عوامل گرینگو سیا» توصیف می‌کند.

## کلمبیا ۲۰۰۵

### تحلیل هوش
پورتر گاس به عنوان بخشی از شهادت کمیته اطلاعاتی سنا در اوایل سال۲۰۰۵، اشاره کرد که گروه‌های افراطی در کلمبیا، که فارک در رأس آن فهرست قرار دارد، برای ایالات متحده نگران کننده است. وی با اشاره به برگزاری انتخابات در سال۲۰۰۶، هشدار داد که «پیشرفت در مبارزه با مواد مخدر و تروریسم تحت رهبری موفق رئیس‌جمهور اوریبه، ممکن است تحت تأثیر این انتخابات قرار گیرد.»

## کلمبیا ۲۰۰۷
گزارش‌های مربوط به رویداد سال۲۰۰۲ با سیا مرتبط نبودند، بنابراین به نظر می‌رسد که بودجه مستقیماً از سیا نمی‌آید، بلکه از دولت یا دفاع تأمین می‌شود. به گزارش اچ آر دبلیو، در ۱۶آوریل، وزیر امور خارجه کاندولیزا رایس تأیید کرد که دولت و نیروهای مسلح کلمبیا در حال پیشرفت در زمینه حقوق بشر هستند. چندین سازمان توصیه می‌کنند که کنگره آمریکا باید کمک‌های نظامی به کلمبیا را تا زمانی که ارتباط ادعایی بین گروه‌های شبه‌نظامی و مقامات دولتی به‌طور کامل بررسی نشود، حفظ کند.
در ۱۶ آوریل، کنگره ایالات متحده بودجه باقیمانده سال مالی۲۰۰۶ را به نیروهای مسلح کلمبیا متوقف کرد. کنگره به دلیل نگرانی در مورد ارتباط ادعایی بین رئیس ارتش کلمبیا و گروه شبه نظامی راستگرای موسوم به نیروهای متحد دفاع از خود کلمبیا، یک سازمان تروریستی خارجی که توسط ایالات متحده آمریکا تعیین شده‌است، ظاهراً بودجه باقیمانده ۵۵٫۲میلیون دلاری را متوقف کرده‌است. مخالفان اصلی آن، همچنین در فهرست سازمان‌های تروریستی ایالات متحده، چپگرایان فارک و ارتش آزادیبخش ملی هستند.

## کلمبیا ۲۰۰۸
گروگان‌هایی که توسط فارک نگهداری می‌شوند، از جمله پیمانکاران احتمالی سیا، توسط ارتش کلمبیا در ۲ ژوئیه۲۰۰۸ نجات می‌یابند.